# Firmin Sanou
Pour les articles homonymes, voir Sanou.
Firmin Sanou (né le 21 avril 1973 à Bobo-Dioulasso en République de Haute-Volta, aujourd'hui Burkina Faso) est un joueur de football international burkinabé, qui évoluait au poste de défenseur. Il est devenu entraîneur après avoir terminé sa carrière de joueur au SO Chambéry Football. 
Tout d'abord entraîneur de l'équipe réserve, il est nommé à la tête de l'équipe première en mai 2013.

## Biographie

### Carrière en sélection
Avec l'équipe du Burkina Faso, il joue entre 1995 et 2002, et figure notamment dans le groupe des sélectionnés lors des Coupes d'Afrique des nations de 1996, de 1998 et de 2002.

## Palmarès
| RC Bobo - Coupe du Burkina Faso (1) : - Vainqueur : 1995. |  | Étoile Filante - Championnat du Burkina Faso (1) : - Champion : 2001. - Coupe du Burkina Faso (3) : - Vainqueur : 1996, 1999 et 2000. - Supercoupe du Burkina Faso (2) : - Vainqueur : 1996 et 1999. - Finaliste : 1998 et 2000. |